# Флаги Оренбургской области
Список флагов муниципальных образований Оренбургской области Российской Федерации.
На 1 января 2020 года в Оренбургской области насчитывалось 487 муниципальных образований — 13 городских округов, 29 муниципальных районов и 445 сельских поселений.

## Флаги городских округов
| Флаг       | Наименование                                       | Дата утверждения            | Номер в ГГР |
| ---------- | -------------------------------------------------- | --------------------------- | ----------- |
|            | Флаг муниципального образования «город Оренбург»   | 10 мая 2012                 | 7725        |
|            | Флаг Абдулинского городского округа                | 30 октября 2012 19 мая 2016 | 8008        |
| нет данных | Флаг муниципального образования «город Бугуруслан» |                             |             |
|            | Флаг муниципального образования город Бузулук      | 1998                        | 317         |
|            | Флаг Гайского городского округа                    | 30 января 2006              | 2137        |
|            | Флаг муниципального образования ЗАТО Комаровский   | 24 декабря 2003             | 1410        |
|            | Флаг Кувандыкского городского округа               | 4 мая 2008 16 декабря 2015  | 4113        |

| Флаг | Наименование                                     | Дата утверждения               | Номер в ГГР |
| ---- | ------------------------------------------------ | ------------------------------ | ----------- |
|      | Флаг муниципального образования город Медногорск | 26 августа 2008                | 4443        |
|      | Флаг муниципального образования город Новотроицк | 24 декабря 2002                | 1196        |
|      | Флаг муниципального образования «Город Орск»     | 6 марта 2002                   | 1549        |
|      | Флаг Соль-Илецкого городского округа             | 15 декабря 2010 19 апреля 2017 | 6687        |
|      | Флаг Сорочинского городского округа              | 29 сентября 2009               | 5707        |
|      | Флаг Ясненского городского округа                | 27 августа 2009 16 июня 2016   |             |

## Флаги муниципальных районов
| Флаг | Наименование                                            | Дата утверждения | Номер в ГГР |
| ---- | ------------------------------------------------------- | ---------------- | ----------- |
|      | Флаг муниципального образования Адамовский район        | 21 марта 2008    | 4439        |
|      | Флаг муниципального образования Акбулакский район       | 20 марта 2013    | 8296        |
|      | Флаг муниципального образования Александровский район   | 29 июня 2011     | 7113        |
|      | Флаг муниципального образования Асекеевский район       | 30 мая 2014      | 10379       |
|      | Флаг муниципального образования Беляевский район        | 9 марта 2007     | 3260        |
|      | Флаг муниципального образования Бугурусланский район    | 25 июня 2010     | 6349        |
|      | Флаг муниципального образования Бузулукский район       | 6 августа 2004   | 1914        |
|      | Флаг муниципального образования Грачёвский район        | 20 февраля 2007  | 3116        |
|      | Флаг муниципального образования Домбаровский район      | 19 июня 2002     |             |
|      | Флаг муниципального образования Илекский район          | 8 июня 2007      | 3473        |
|      | Флаг муниципального образования Кваркенский район       | 9 сентября 2011  | 7115        |
|      | Флаг муниципального образования Красногвардейский район | 26 июня 2007     | 4530        |
|      | Флаг муниципального образования Курманаевский район     | 16 мая 2008      | 4114        |
|      | Флаг муниципального образования Матвеевский район       | 30 октября 2014  | 10496       |
|      | Флаг муниципального образования Новоорский район        | 11 июля 2013     | 8647        |

| Флаг | Наименование                                          | Дата утверждения | Номер в ГГР |
| ---- | ----------------------------------------------------- | ---------------- | ----------- |
|      | Флаг муниципального образования Новосергиевский район | 10 октября 2012  | 8028        |
|      | Флаг муниципального образования Октябрьский район     | 25 июля 2003     | 1273        |
|      | Флаг муниципального образования Оренбургский район    | 24 сентября 2008 | 4441        |
|      | Флаг муниципального образования Первомайский район    | 21 марта 2008    |             |
|      | Флаг муниципального образования Переволоцкий район    | 29 октября 2014  | 9941        |
|      | Флаг муниципального образования Пономарёвский район   | 29 октября 2008  | 4479        |
|      | Флаг муниципального образования Сакмарский район      | 17 ноября 2016   | 11223       |
|      | Флаг муниципального образования Саракташский район    | 17 февраля 2015  | 10316       |
|      | Флаг муниципального образования Светлинский район     | 21 апреля 2009   | 5003        |
|      | Флаг муниципального образования Северный район        | 27 ноября 2007   | 3847        |
|      | Флаг муниципального образования Ташлинский район      | 9 июля 2007      | 3603        |
|      | Флаг муниципального образования Тоцкий район          | 27 марта 2009    | 4946        |
|      | Флаг муниципального образования Тюльганский район     | 29 декабря 2004  | 1782        |
|      | Флаг муниципального образования Шарлыкский район      | 14 июня 2012     | 7764        |

## Флаги сельских поселений
| Флаг | Наименование                                                                   | Дата утверждения | Номер в ГГР |
| ---- | ------------------------------------------------------------------------------ | ---------------- | ----------- |
|      | Флаг муниципального образования Александровский сельсовет Саракташского района | 2 сентября 2016  | 11167       |
|      | Флаг муниципального образования Бурунчинский сельсовет Саракташского района    | 26 сентября 2016 | 11169       |
|      | Флаг муниципального образования Васильевский сельсовет Саракташского района    | 29 декабря 2016  | 11706       |
|      | Флаг муниципального образования Воздвиженский сельсовет Саракташского района   | 22 декабря 2016  | 11268       |
|      | Флаг муниципального образования Гавриловский сельсовет Саракташского района    | 18 октября 2016  | 11171       |
|      | Флаг муниципального образования Дедуровский сельсовет Оренбургского района     | 18 декабря 2015  |             |
|      | Флаг муниципального образования Жёлтинский сельсовет Саракташского района      | 16 февраля 2017  | 11270       |
|      | Флаг муниципального образования Каировский сельсовет Саракташского района      | 28 октября 2016  | 11173       |
|      | Флаг муниципального образования Кваркенский сельсовет Кваркенского района      | 7 октября 2011   | 7272        |
|      | Флаг муниципального образования Кубанский сельсовет Переволоцкого района       | 28 августа 2014  | 10193       |
|      | Флаг муниципального образования Кумакский сельсовет Новоорского района         | 18 апреля 2014   | 9474        |
|      | Флаг муниципального образования Николаевский сельсовет Саракташского района    | 26 августа 2016  | 11175       |
|      | Флаг муниципального образования Новоорский поссовет Новоорского района         | 6 марта 2009     | 4827        |
|      | Флаг муниципального образования Новосокулакский сельсовет Саракташского района | 25 октября 2016  | 11225       |
|      | Флаг муниципального образования Новочеркасский сельсовет Саракташского района  | 27 декабря 2016  | 11272       |
|      | Флаг муниципального образования Переволоцкий поссовет Переволоцкого района     | 26 ноября 2012   | 8358        |

| Флаг | Наименование                                                                      | Дата утверждения | Номер в ГГР |
| ---- | --------------------------------------------------------------------------------- | ---------------- | ----------- |
|      | Флаг муниципального образования Петровский сельсовет Саракташского района         | 23 марта 2017    | 11444       |
|      | Флаг муниципального образования Пригородный сельсовет Оренбургского района        | 28 января 2009   | 4825        |
|      | Флаг муниципального образования Саракташский поссовет Саракташского района        | 10 июня 2013     | 11010       |
|      | Флаг муниципального образования Светлинский поссовет Светлинского района          | 10 августа 2009  |             |
|      | Флаг муниципального образования Спасский сельсовет Саракташского района           | 10 марта 2017    | 11446       |
|      | Флаг муниципального образования Степановский сельсовет Переволоцкого района       | 6 июля 2016      | 11165       |
|      | Флаг муниципального образования Степной сельсовет Ташлинского района              | 15 марта 2016    | 10948       |
|      | Флаг муниципального образования Тобольский сельсовет Светлинского района          | 3 июня 2009      |             |
|      | Флаг муниципального образования Тюльганский поссовет Тюльганского района          | 17 ноября 2015   | 10788       |
|      | Флаг муниципального образования Фёдоровский Первый сельсовет Саракташского района | 5 мая 2017       | 11448       |
|      | Флаг муниципального образования Чапаевский сельсовет Новоорского района           | 29 ноября 2019   | 12722       |
|      | Флаг муниципального образования Черкасский сельсовет Саракташского района         | 31 августа 2016  | 11177       |
|      | Флаг муниципального образования Чернореченский сельсовет Оренбургского района     | 6 октября 2016   | 11247       |
|      | Флаг муниципального образования Чёрноотрожский сельсовет Саракташского района     | 13 января 2014   | 9365        |
|      | Флаг муниципального образования Энергетикский поссовет Новоорского района         | 25 марта 2011    | 6719        |
|      | Флаг муниципального образования Южноуральский сельсовет Переволоцкого района      | 17 февраля 2015  | 10220       |

## Флаги упразднённых МО
| Флаг | Наименование                                                    | Дата утверждения | Утратил силу | Номер в ГГР | Примечание |
| ---- | --------------------------------------------------------------- | ---------------- | ------------ | ----------- | --- |
|      | Флаг муниципального образования Сорочинский район               | 28 ноября 2008   | 1 июня 2015  | 4528        | Законом Оренбургской области от 15 декабря 2014 года № 2824/781-V-ОЗ, 1 июня 2015 года все муниципальные образования Сорочинского района объединены с городским округом город Сорочинск в Сорочинский городской округ. |
|      | Флаг городского поселения город Абдулино Абдулинского района    | 9 апреля 2010    | 10 июля 2015 | 6237        | Законом Оренбургской области от 26 июня 2015 года № 3240/876-V-ОЗ, 10 июля 2015 года все муниципальные образования Абдулинского района преобразованы в Абдулинский городской округ.                                    |
|      | Флаг городского поселения город Соль-Илецк Соль-Илецкого района | 2 апреля 2008    | 1 мая 2015   |             | Законом Оренбургской области от 6 марта 2015 года № 3028/833-V-ОЗ, 1 мая 2015 года все муниципальные образования Соль-Илецкого района преобразованы в Соль-Илецкий городской округ.                                    |

## Упразднённые флаги
| Флаг | Наименование                                       | Дата утверждения | Дата отмены     |
| ---- | -------------------------------------------------- | ---------------- | --------------- |
|      | Флаг муниципального образования «город Оренбург»   | 6 февраля 1996   | 12 ноября 1996  |
|      | Флаг муниципального образования «город Оренбург»   | 12 ноября 1996   | 26 марта 1998   |
|      | Флаг муниципального образования «город Оренбург»   | 26 марта 1998    | 10 мая 2012     |
|      | Флаг муниципального образования город Новотроицк   | 22 октября 2002  | 24 декабря 2002 |
|      | Флаг муниципального образования Абдулинский район  | 28 июля 2008     | 30 октября 2012 |
|      | Флаг муниципального образования Акбулакский район  | 23 декабря 2011  | 20 марта 2013   |
|      | Флаг муниципального образования Новоорский район   | 15 ноября 2012   | 11 июля 2013    |
|      | Флаг муниципального образования Оренбургский район | 2005             |                 |

| Флаг | Наименование                                                                  | Дата утверждения | Дата отмены     |
| ---- | ----------------------------------------------------------------------------- | ---------------- | --------------- |
|      | Флаг муниципального образования Сакмарский район                              | 14 июня 2012     | 17 ноября 2016  |
|      | Флаг муниципального образования Тоцкий район                                  | 21 сентября 2007 | 27 марта 2009   |
|      | Флаг городского поселения город Соль-Илецк                                    | 26 декабря 2007  | 2 апреля 2008   |
|      | Флаг муниципального образования Переволоцкий поссовет Переволоцкого района    | 19 июля 2012     | 26 ноября 2012  |
|      | Флаг муниципального образования Чёрноотрожский сельсовет Саракташского района | 9 февраля 2010   | 13 января 2014  |
|      | Флаг муниципального образования Чернореченский сельсовет Оренбургского района | 4 февраля 2002   |                 |
|      | Флаг муниципального образования Южноуральский сельсовет Переволоцкого района  | 26 мая 2014      | 17 февраля 2015 |